# الدوري الإيطالي 1948–49
الدوري الإيطالي الدرجة الأولى 1948–49 (بالإيطالية: Serie A 1948-1949)‏ هو موسم من الدوري الإيطالي الدرجة الأولى. أقيم خلال الفترة 19 سبتمبر 1948 وحتى 12 يونيو 1949، وفاز فيه نادي تورينو.